# Уилмен, Дэвид
Дэвид Уилмен (англ. David Wilman, 19 декабря 1934, Йидон, Йоркшир, Англия, Великобритания) — британский хоккеист (хоккей на траве), полузащитник.

## Биография
Дэвид Уилмен родился 19 декабря 1934 года в британском городе Йидон в Англии.
В 1964 году вошёл в состав сборной Великобритании по хоккею на траве на Олимпийских играх в Токио, поделившей 9-10-е места. Играл на позиции полузащитника, провёл 5 матчей, мячей не забивал.
В 1968 году вошёл в состав сборной Великобритании по хоккею на траве на Олимпийских играх в Мехико, занявшей 12-е место. Играл на позиции нападающего, провёл 5 матчей, забил 1 мяч в ворота сборной ГДР.